# Johann Lauremberg
Johann Willmsen Lauremberg, född 26 februari 1590 i Rostock, död 28 februari 1658 i Sorö, Danmark, var en tysk satirdiktare och matematiker.
Lauremberg blev 1618 professor i poesi i Rostock och kallades 1623 till professor i matematik vid riddarakadernin i Sorö. Utom matematiska skrifter författade Lauremberg en geografi över Grekland, Graecia antiqua (utgiven av Pufendorf, 1660), åtskilliga latinska dikter, till exempel Salyra elegantissima och Daphnorini querimonia (utgivna tillsammans 1680), mytologiska hovkomedier på högtyska samt fyra plattyska satirer (1652; samtidigt på danska, utgiven av J. Paludan 1889-90), utgivna i många upplagor under titeln Veer olde beröhmede Schertzgedichte. Dessa satirer har tjänat Ludvig Holberg till mönster. Lauremberg vänder sig i dem mot den "alamodiska" imitationen av franska dräkter och seder samt av sydeuropeisk poesi.